# بخش محمدیه
بخش محمدیه یکی از بخش‌های شهرستان البرز در استان قزوین ایران است.

## تقسیمات کشوری
- بخش محمدیه شهرستان البرز :
  - دهستان حصار خروان
  - دهستان شریف آباد

شهرها : محمدیه و شریف آباد و بیدستان و مهرگان

## جمعیت
بنابر سرشماری مرکز آمار ایران، جمعیت بخش محمدیه شهرستان البرز در سال ۱۳۹۵ برابر با ۱۳۸٫۹۰۳ نفر (۴۳٫۸۹۸ خانوار) بوده است.